# Hasko Weber
Hasko Weber (* 10. Dezember 1963 in Dresden) ist ein deutscher Schauspieler, Theaterregisseur und -intendant.

## Leben
Nach dem Abitur machte Weber zunächst eine Lehre zum Maschinen- und Anlagenmonteur und ließ sich im Anschluss von 1985 bis 1989 an der Theaterhochschule Leipzig bzw. am Studio der Städtischen Bühnen Karl-Marx-Stadt zum Schauspieler ausbilden. 1989 erhielt er ebendort unter Intendant Gerhard Meyer sein erstes Engagement als Schauspieler und Regisseur. Im selben Jahr gründete er die Theatergruppe „Dramatische Brigade“, eine eigenständig arbeitende Gruppe mit Anbindung an das Schauspielhaus, in dem Weber erste Erfahrungen als Regisseur sammelte.
1989 gehörte Weber am Schauspiel Karl-Marx-Stadt/Chemnitz zu den Organisatoren des Widerstands gegen die DDR-Regierung. Nach Abschluss seines Studiums erhielt Weber 1990 zunächst ein Gastengagement als Schauspieler am Staatsschauspiel Dresden und wurde ab der Spielzeit 1991/92 von Intendant Dieter Görne für die folgenden zwei Jahre am selben Haus als Schauspieler mit Regieverpflichtung fest engagiert. Von 1993 bis 2001 agierte er am Dresdner Theater als Schauspieldirektor.
Seit 1998 gastierte Weber zudem an unterschiedlichen Bühnen und setzte seine Arbeit als freier Regisseur nach seiner Tätigkeit in Dresden fort. So inszenierte er unter anderem in Karlsruhe, Saarbrücken, Mannheim, Lübeck, Tübingen und am Berliner Ensemble.
Im Jahr 2002 wurde Weber von Intendant Friedrich Schirmer an das Schauspiel Stuttgart berufen, wo er im Jahr darauf Hausregisseur wurde. In der Spielzeit 2005/06 trat er die Nachfolge von Schirmer an und übernahm die Schauspielintendanz am Staatstheater Stuttgart. Dort war er am 30. September 2010 Regisseur bei der Uraufführung von Missionen der Schönheit von Sibylle Berg. Das renovierte Schauspiel Stuttgart eröffnete er am 17. Februar 2012 mit Schillers Don Karlos.
Seit August 2013 ist Weber Generalintendant am Weimarer Nationaltheater.  Außerdem ist er seit 2016 Vorsitzender der Intendantengruppe des Deutschen Bühnenvereins.
2019 hat er am Nationaltheater Weimar mit einem temporären Mauerbau an den Mauerfall vor 30 Jahren erinnert. Im Kunstprojekt Horizonte verändert die Mauer in 10 Tagen ihre Erscheinung durch Projektionen und wird so zum Zeichen für Gemeinsamkeit von unterschiedlichen Menschen.
Im November 2023 kündigte er sein vorzeitiges Ausscheiden als Generalintendant des Weimarer Nationaltheaters aus „persönlichen Gründen“ bereits drei Jahre vor Ende seines laufenden Vertrages an, zum Ende der Spielzeit 2024/25.

## Filmografie
- 1990: Die Sprungdeckeluhr
- 1992: Wunderjahre
- 2011: Wer wenn nicht wir
- 2012: Tatort: Todesschütze (TV-Reihe)

## Auszeichnungen
Webers Inszenierung von Henrik Ibsens „Brand“ gewann 2002 den Bayerischen Theaterpreis, das Schauspiel Stuttgart wurde 2006 unter seiner Intendanz zum Theater des Jahres gekürt.